# Jin Xing
Dans ce nom, le nom de famille, Jin, précède le nom personnel.
Jin Xing (chinois : 金星, Jīn Xīng ; coréen : 김성, Gim Seong), née le 13 août 1967 à Shenyang, est une femme trans chinoise, animatrice de talk show, chorégraphe et danseuse.

## Biographie
Jin Xing naît le 13 août 1967 à Shenyang. Désignée garçon à la naissance, au sein de la minorité coréenne du pays, son nom signifie littéralement « étoile d'or » et désigne aussi la planète Vénus. Elle vit son enfance dans un corps de garçon mais elle se sent femme et bénéficiera d’une chirurgie de réassignation sexuelle.

### La danse
À 9 ans, elle quitte sa famille pour intégrer la troupe de danse au sein de l’Institut des Arts de l'Armée populaire de libération dont elle est diplômée en 1984. Cette même année, elle devient championne de danse de Chine. Après 10 ans au sein de l'armée, elle obtient une bourse de l'Asian Cultural Council et de l'American Dance Festival pour se perfectionner en étudiant la danse moderne pendant quatre ans aux États-Unis. Elle est l'élève de Merce Cunningham et Martha Graham. 
En 1995, la Beijing Modern Dance Company est créée et Jin Xing en devient la première directrice artistique. En 1999, elle crée la première compagnie de danse indépendante de Chine qui donne plusieurs spectacles à l'étranger. Deux ans plus tard, elle quitte sa compagnie à la suite de désaccords majeurs avec la troupe de danseurs.
En octobre 2024, ses spectacles en Chine sont annulés sans explication, potentiellement pour avoir tenu le drapeau arc-en-ciel brandi par un spectateur. Début 2025, elle présente quatre ballets en France avec le Jin Xing Dance Theatre de Shanghai,.

### La télévision
Elle participa à l'émission chinoise Tu penses que tu sais danser (中国好舞蹈 (zh)) en tant que juge. Au cours d'un épisode, elle répondit sèchement à l'animateur qui tentait de construire une histoire larmoyante à partir des problèmes médicaux passés d'un candidat : « La télévision chinoise creuse toujours dans les blessures des gens, consomme leur douleur. C'est la plus grande faiblesse de la télévision chinoise et je déteste ça ! J'espère que dans Tu penses que tu sais danser, nous n'utiliserons pas les douleurs des gens, nous n'utiliserons pas leur compassion, nous n'utiliserons pas leur souffrance. » L'animateur fut étonné, et elle gagna le soutien du public.

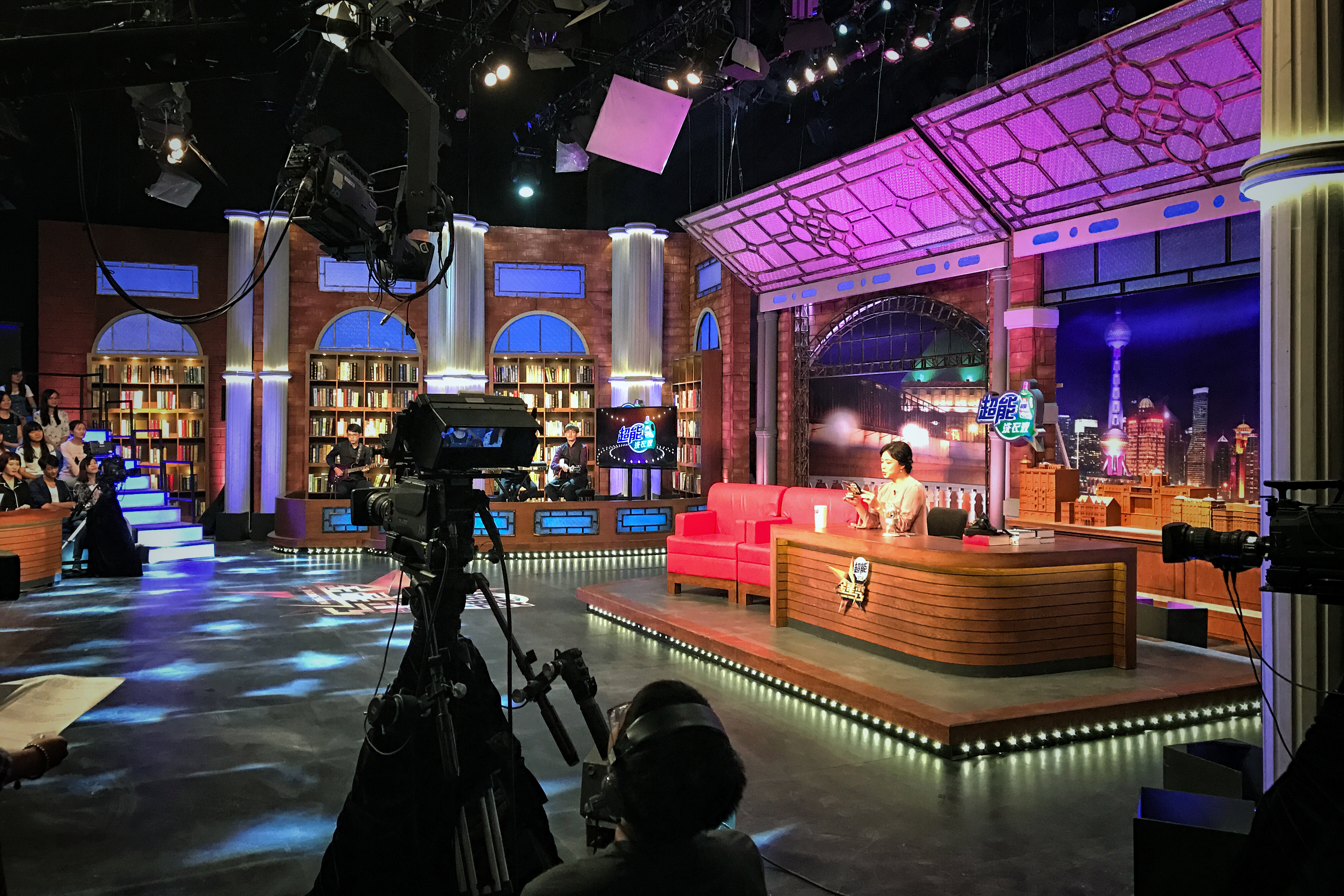
Le Jin Xing Show, 2016

Ainsi, en 2016, elle se voit confier un talk-show sur la télévision chinoise, le Jin Xing Show » qui devient très populaire, rassemblant chaque semaine 100 millions de téléspectateurs. Elle y défend les valeurs traditionalistes de la famille et déclare dans la presse que les femmes ne doivent pas entrer en compétition avec les hommes. L'émission est arrêtée en 2017, sans que des explications soient données par les autorités.

### Le mannequinat
En 2021, elle est choisie par Dior pour être la porte-parole de la campagne de l'un de ses parfums,.

### La transidentité
Jin Xing est désignée garçon à la naissance Revenue en 1993 en Chine continentale, elle est nommée colonel et reçoit l'autorisation des autorités chinoises pour bénéficier d’une chirurgie de réassignation sexuelle en Chine. Elle parle publiquement de son opération et de ce qu'elle ressent en devenant une femme, rompant avec le secret pratiqué par les célébrités chinoises. À cette époque, elle reçoit des centaines de lettres de soutien. Elle entretient de bonnes relations avec le ministère de la Culture et communique dans la presse sur son coming-out au moment où elle fonde sa compagnie de danse.

#### Prises de position
Seule personne trans fortement médiatisée de Chine, elle subit néanmoins des critiques transphobes bien qu'elle ne s'engage pas immédiatement pour la cause trans. Sa mise en avant par les autorités vers 2017 se heurte ensuite à une politique plus conservatrice menée par les dirigeants. Fin 2024, elle est l'objet d'attaques haineuses sur les réseaux sociaux, en lien avec ses positions récentes de soutien à la communauté LGBTQI et à un post critiquant les autorités culturelles ayant refusé de programmer sa pièce de théâtre. 
L'universitaire Chi Zhang note que Jin Xing tient des discours conflictuels sur le genre. Elle vante l'indépendance et l'autonomie auprès d'une élite néolibérale et d'un autre côté la soumission à une vie de femme traditionnelle.

### Vie privée
Elle a adopté 3 enfants en 2000 et 2001. Elle se marie en 2005 avec Heinz-Gerd Oidtmann, un homme d'affaires allemand.

## Créations
- 1991 : Half Dream (meilleure chorégraphe au US Dance Festival)
- 1998 : Red and Black (prix du ministère de la Culture chinois)
- 2004 : Shanghai Tango

## Filmographie
- 2005 : L'Honneur du dragon (Tom Yum Goong)
- 2016 : Birth of the Dragon
- 2018 : You Make My Life Beautiful